# Geōrgios Zōitakīs
Geōrgios Zōitakīs (in greco Γεώργιος Ζωιτάκης?; Lepanto, 3 marzo 1910 – Atene, 21 ottobre 1996) è stato un generale e politico greco.
Prese parte con Geōrgios Papadopoulos e altri militari anticomunisti dell'esercito greco al colpo di Stato del 21 aprile 1967, a seguito del quale fu nominato, il 13 dicembre 1967, reggente della Grecia in assenza del re Costantino II (in esilio ma ancora capo dello Stato), ruolo che occupò fino al 21 marzo 1972, anno in cui fu sostituito dallo stesso dittatore Papadoupolos.

## Biografia
Nato il 3 marzo 1910 a Nafpaktos, l'antica Lepanto, si diplomò presso l'Accademia militare ellenica nel 1932 e partecipò dal 1940 alla guerra greco-italiana nel battaglione "Evzone" col grado di tenente. Durante l'occupazione dell'Asse della Grecia, si unì alla Resistenza partigiana militando nell'EDES (di ispirazione repubblicana) nella sua regione, l'Etolia-Acarnania. Alla fine del 1943, durante i primi combattimenti interni tra i partigiani dell'EDES e i partigiani comunisti dell'EAM-ELAS, suo padre Konstantinos venne ucciso. Zōitakīs venne catturato nell'autunno 1944 dai comunisti e tenuto prigioniero fino all'accordo di Varkiza, nel febbraio 1945.
Successivamente si arruolò di nuovo nell'esercito governativo monarchico per combattere nella guerra civile greca dal 1946 al 1949 contro l'esercito comunista, raggiungendo il grado di maggiore. Per il suo servizio militare, ricevette per tre volte la più alta medaglia al coraggio delle forze armate elleniche, la Croce d'Oro al Valore.
Negli anni cinquanta frequentò i corsi per ufficiali di Stato maggiore presso la Scuola superiore di guerra e la Scuola di difesa nazionale in Grecia, parallelamente ai seminari militari della NATO nella Germania Ovest e negli Stati Uniti. Durante questo periodo prestò servizio come aiutante del re Paolo I, in qualità di capo di Stato maggiore della Prima Armata come brigadiere, comandante del I° Corpo d'armata come maggiore generale e come tenente generale del III° Corpo d'Armata a Salonicco, allora la più importante formazione militare greca.
Il 21 aprile 1967, ad Atene, il giorno del colpo di Stato dei colonnelli, Zōitakīs, come la maggior parte degli alti dirigenti militari, fu colto di sorpresa dagli eventi, ma si mosse rapidamente per sostenere il colpo di Stato contro l'instabile democrazia greca. Lo stesso giorno venne nominato viceministro della Difesa nazionale nel nuovo governo militare.
Il 13 dicembre 1967, in seguito al fallimento del contro-colpo di Stato del re Costantino II, e alla successiva fuga della famiglia reale in Italia, Zoitakis prestò giuramento come reggente facente le funzioni del re in esilio, ma ancora formalmente sul trono e che non riconobbe la reggenza. Ricoprì questo incarico fino al 21 marzo 1972, quando venne sostituito dal principale leader della giunta, il dittatore Georgios Papadopoulos. Allo stesso tempo, con il grado di generale a pieno titolo, andò in pensione.
Dopo il ripristino della democrazia e il consolidamento della Repubblica, al processo contro gli ex colonnelli del 1975, Zoitakis venne condannato al carcere a vita per alto tradimento. Rimase in carcere per 13 anni, fino al 1988, quando fu rilasciato, a causa del peggioramento delle sue condizioni di salute. Una richiesta di grazia fu respinta nel 1991 e rimase agli arresti domiciliari nella sua residenza ad Atene fino alla morte il 21 ottobre 1996, all'età di 86 anni. Venne sepolto nel Primo cimitero di Atene.